# Yuri Vilela
Víctor Yuri Vilela Seminario (La Victoria; Lima, 11 de abril de 1961) es un abogado y político peruano. Fue alcalde del distrito de Independencia desde el 1 de enero del 2003 hasta el 31 de diciembre del 2006. 

## Biografía
Yuri Vilela realizó sus estudios primarios en el Centro Educativo Sol de Alegría; y los secundarios en el Colegio Pedro Coronado A., ambos en el distrito de Independencia.
En 1980, inició su participación política en las filas de Acción Popular. Siendo su familia de origen socioeconómico bajo y durante el segundo gobierno de Fernando Belaúnde Terry colaboró como personal de confianza en el despacho parlamentario de Manuel Ulloa Elías, gracias a lo cual pudo pagarse sus estudios de Derecho en la Universidad Inca Garcilaso de la Vega (los cuales inició y culminó entre 1980 y 1987).
Finalizado el segundo gobierno de Belaúnde, deja Acción Popular y posteriormente se integra en el partido Somos Perú a fin de postular a la Alcaldía de Independencia acompañando al candidato a la Alcaldía de Lima Alberto Andrade quien sin embargo prefirió para dicha representación política a la exalcaldesa de Independencia Esther Moreno Huerta. Vilela a continuación deja el partido y se integra en el Movimiento Local "Jóvenes en Acción" siendo uno de sus fundadores y con el cual postula a la alcaldía de Independencia, pero pierde. Análogamente participó en otros partidos para ser candidato, como es el caso del Frente Independiente Moralizador (FIM) con el cual en el año 2000 acompañando a Fernando Olivera postuló al Congreso de la República del Perú, pero perdió también. En el año 2001 otra vez postuló al Congreso de la República del Perú con el FIM, pero perdió otra vez más, tras lo cual se apartó de dicha agrupación política. 
Así, dejando el Frente Independiente Moralizador, intenta cambiándose otra vez a Somos Perú, partido con el que es elegido en el año 2002 como Alcalde Distrital de Independencia para el periodo 2003 - 2006.
En las elñecciones municipales del 2006 se presenta nuevamente como candidato (a la reelección) en el distrito limeño de Independencia, postulando por Somos Perú (siendo su secretario general nacional), pero pierde de nuevo, aunque esta vez cometiendo infracciones electorales por las que fue procesado, y vuelve a perder en elecciones municipales del 2010. Finalmente, meses después se presenta nuevamente como candidato al Congreso, pero por el departamento de Piura y con la Alianza Electoral Perú Posible, perdiendo otra vez y en un distrito electoral diferente.
Es Gerente General del Gabinete de Asesores - Abogados Asociados (2007 - 2010) y Apoderado de la Compañía Bluerose Invesments Limited S.A.C.

## Gestión Privada y Pública
Abogado de profesión de la Universidad Inca Garcilaso de la Vega, con más de veinticinco años de ejercicio profesional, con especialización en:
- Gestión Municipal y Desarrollo local, en la Universidad del Pacífico.
- Gobernabilidad y Gerencia Política, en la Pontificia Universidad Católica del Perú.
- Defensa Nacional en el CAEN
Ha laborado en el sector privado como director y gerente de empresas vinculadas al sector transportes, agroindustrial, hidrocarburos, exportación e importación, inmobiliarias, consultoría y asesoría legal.
En gestión pública ha desarrollado funciones en los tres poderes del estado: 
- En el Poder Judicial, como asistente de Fiscal y prácticas en La Corte Superior De Lima.
- En el Poder Legislativo ha sido asesor de la Cámara de Diputados. 
- En el Poder Ejecutivo, ha sido director general de la Oficina de Coordinación Parlamentaria de la Presidencia del Consejo de Ministros, jefe de la Unidad De Investigaciones de la Oficina de Inspecciones e Investigaciones de la Inspectoría Interna Del Ministerio De Justicia, asesor del viceministro de Justicia, entre otros. 
En organismos internacionales ha desarrollado funciones como:
- Consultor del programa de Naciones Unidas Para El Desarrollo Proyecto PER/92/045
- Consultor en el Proyecto de Apoyo a la Reforma del Sistema de Justicia en El Perú Proyecto JUSPER Unidad Ejecutora 2 Poder Judicial (financiado Por La Unión Europea Y Bajo El Auspicio Del Banco Mundial).